# Driss Maazouzi
Driss Maazouzi (né le 15 octobre 1969 à Meknès au Maroc) est un athlète français d'origine marocaine, spécialiste des courses de demi-fond et de cross-country. Champion du monde en salle du 1 500 mètres en 2003 à Birmingham, il compte onze titres de champion de France sur piste et en cross-country, et améliore à trois reprises le record de France du 1 500 m.

## Biographie
Licencié au Coquelicot 42 de Saint-Étienne, Driss Maazouzi obtient la nationalité française le 23 juillet 1996 mais ne peut concourir sous ses nouvelles couleurs qu'à partir de 1999. Auparavant, pour le Maroc, dans l'épreuve du 1 500 mètres, il remporte la médaille de bronze des championnats panarabes 1995, se classe 10e des Jeux olympiques de 1996, atteint les demi-finales des championnats du monde 1997, et remporte la médaille d'or des Jeux méditerranéens de 1997.
Il concourt pour la France à partir de 1999, se classant 8e des championnats du monde 1999 et 11e des Jeux olympiques de 2000. Vainqueur à trois reprises du 3 000 mètres de la coupe d'Europe des nations, en 2000, 2001 et 2002, il remporte la médaille de bronze du 1 500 m aux championnats du monde 2001, à Edmonton au Canada, devancé par le Marocain Hicham El Guerrouj et le Kényan Bernard Lagat.
En 2003, Driss Maazouzi est sacré champion du monde du 1 500 m lors des championnats du monde en salle de Birmingham. Il s'impose au sprint dans le temps de 3 min 42 s 59, devant Bernard Lagat et le Marocain Abdelkader Hachlaf.
Dans l'épreuve du cross-country, il remporte trois titres de champion d'Europe par équipes, en 2004, 2005 et 2006, et obtient la médaille de bronze en individuel en 2004 et 2005.
Sur le plan national, il compte cinq titres de champion de France du 1 500 m en plein air, obtenus consécutivement de 1997 à 2001, un titre de champion de France en salle du 1 500 m en 2003, et cinq titres de champion de France de cross court, en 1998, 1999, 2000, 2002 et 2008.
Il améliore à trois reprises le record de France du 1 500 mètres : 3 min 31 s 59 le 8 août 1998 à Monaco, 3 min 31 s 51 le 21 juillet 1999 à Paris et 3 min 31 s 45 le 19 juillet 2002 à Monaco.

## Palmarès

### International
| Date                   | Compétition                    | Lieu                   | Résultat | Épreuve     | Performance   |
| ---------------------- | ------------------------------ | ---------------------- | -------- | ----------- | ------------- |
| Représentant le Maroc  |                                |                        |          |             |               |
| 1995                   | Championnats panarabes         | Le Caire               | 3e       | 1 500 m     | 3 min 50 s 63 |
| 1996                   | Jeux olympiques                | Atlanta                | 10e      | 1 500 m     | 3 min 39 s 65 |
| 1997                   | Jeux méditerranéens            | Bari                   | 1er      | 1 500 m     | 3 min 44 s 77 |
| Représentant la France |                                |                        |          |             |               |
| 1999                   | Coupe d'Europe des nations     | Paris                  | 3e       | 3 000 m     | 7 min 59 s 52 |
| 1999                   | Championnats du monde          | Séville                | 8e       | 1 500 m     | 3 min 34 s 02 |
| 2000                   | Jeux olympiques                | Sydney                 | 11e      | 1 500 m     | 3 min 45 s 46 |
| 2000                   | Coupe d'Europe des nations     | Gateshead              | 1er      | 3 000 m     | 7 min 58 s 7  |
| 2001                   | Coupe d'Europe des nations     | Brême                  | 1er      | 3 000 m     | 7 min 52 s 26 |
| 2001                   | Championnats du monde          | Edmonton               | 3e       | 1 500 m     | 3 min 31 s 54 |
| 2002                   | Coupe d'Europe des nations     | Annecy                 | 1er      | 3 000 m     | 7 min 53 s 41 |
| 2003                   | Championnats du monde en salle | Birmingham             | 1er      | 1 500 m     | 3 min 42 s 59 |
| 2004                   | Championnats d'Europe de cross | Heringsdorf            | 3e       | Individuel  | 28 min 5 s    |
| 2004                   | Championnats d'Europe de cross | Heringsdorf            | 1er      | Par équipes |               |
| 2005                   | Championnats d'Europe de cross | Tilbourg               | 3e       | Individuel  | 27 min 26 s   |
| 2005                   | Championnats d'Europe de cross | Tilbourg               | 1er      | Par équipes |               |
| 2006                   | Championnats d'Europe de cross | San Giorgio su Legnano | 1er      | Par équipes |               |
| 2006                   | Coupe d'Europe des nations     | Malaga                 | 3e       | 3 000 m     | 8 min 28 s 64 |
| 2006                   | Coupe du monde des nations     | Athènes                | 3e       | 3 000 m     | 7 min 47 s 80 |

### National
- Championnats de France d'athlétisme :
  - vainqueur du 1 500 m en 1997, 1998, 1999, 2000 et 2001
- Championnats de France d'athlétisme en salle :
  - vainqueur du 1 500 m en 2003
- Championnats de France de cross-country
  - vainqueur du cross court en 1998, 1999, 2000, 2002 et 2008

### Records
Driss Maazouzi a amélioré à trois reprises le record de France du 1 500 mètres : 
| Temps         | Date            | Lieu   | Note                                               |
| ------------- | --------------- | ------ | -------------------------------------------------- |
| 3 min 31 s 59 | 8 août 1998     | Monaco | Amélioration du record d'Éric Dubus établi en 1995 |
| 3 min 31 s 51 | 21 juillet 1999 | Paris  |                                                    |
| 3 min 31 s 45 | 19 juillet 2002 | Monaco | Record battu par Mehdi Baala en 2003               |

| Épreuve   | Épreuve | Temps         | Lieu      | Date            |
| --------- | ------- | ------------- | --------- | --------------- |
| Plein air | 1 500 m | 3 min 31 s 45 | Monaco    | 19 juillet 2002 |
| Plein air | 3 000 m | 7 min 36 s 21 | Paris     | 29 juillet 1998 |
| En salle  | 1 500 m | 3 min 36 s 93 | Athènes   | 6 mars 2003     |
| En salle  | 3 000 m | 7 min 59 s 56 | Stockholm | 19 février 1998 |